# Scytodes globula
Scytodes globula är en spindelart som beskrevs av Hercule Nicolet 1849. Scytodes globula ingår i släktet Scytodes och familjen spottspindlar. Inga underarter finns listade i Catalogue of Life.